# Peterskirche (Lindau)

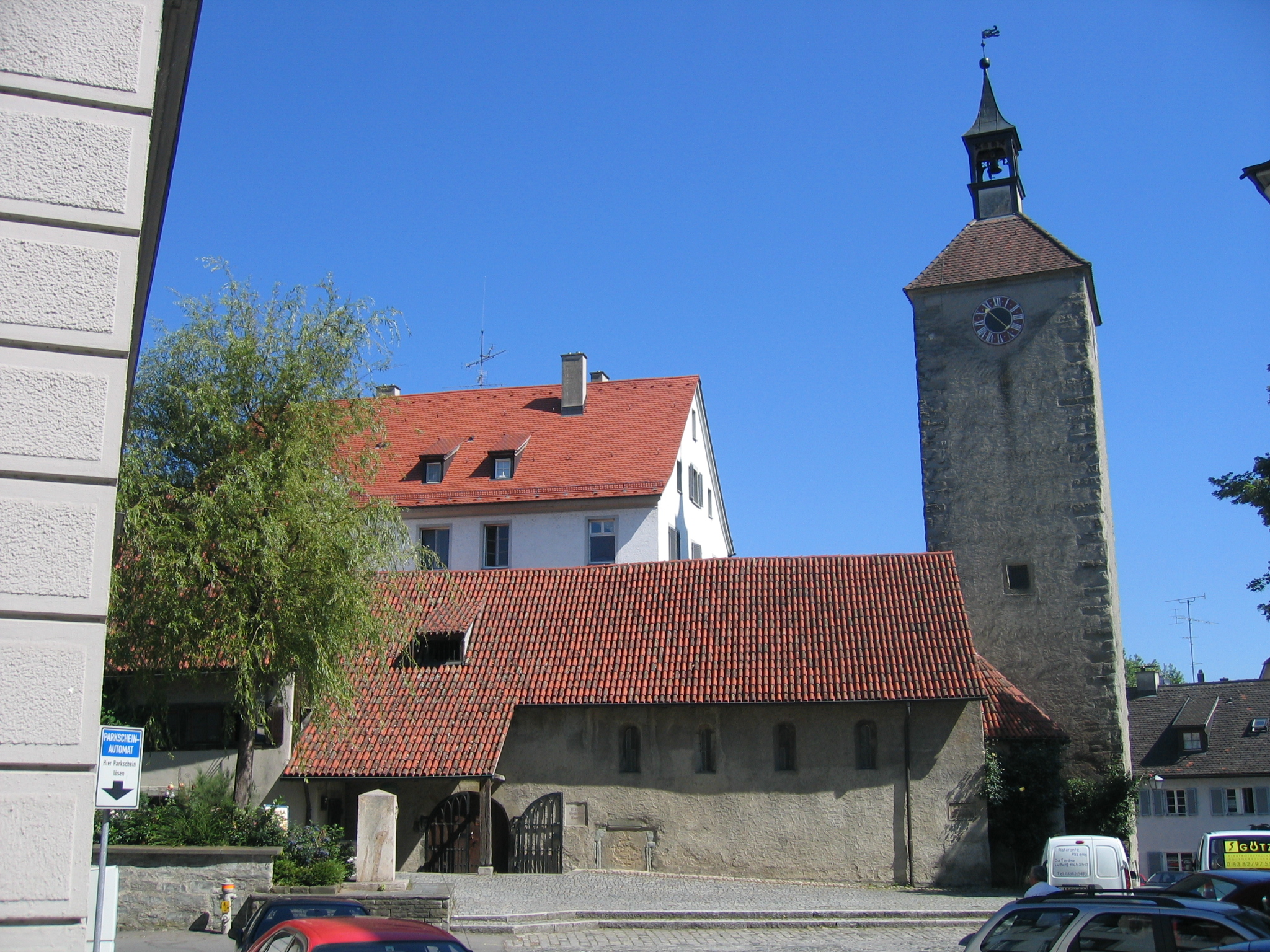
Die Peterskirche in Lindau, Südansicht

Die Peterskirche ist der älteste Sakralbau in der bayerisch-schwäbischen Stadt Lindau (Bodensee). Die im Kern romanische Kirche, inzwischen profaniert, geht auf das 11. Jahrhundert zurück und ist aufgrund von spätgotischen Wandmalereien – oft, aber ungesichert Hans Holbein d. Ä. zugeschrieben – von überregionaler Bedeutung. Sie steht am westlichen Altstadtrand auf der Insel Lindau und beherbergt seit den 1920er-Jahren eine Kriegergedächtnisstätte.

## Geschichte

Peterskirche mit Diebsturm 1910

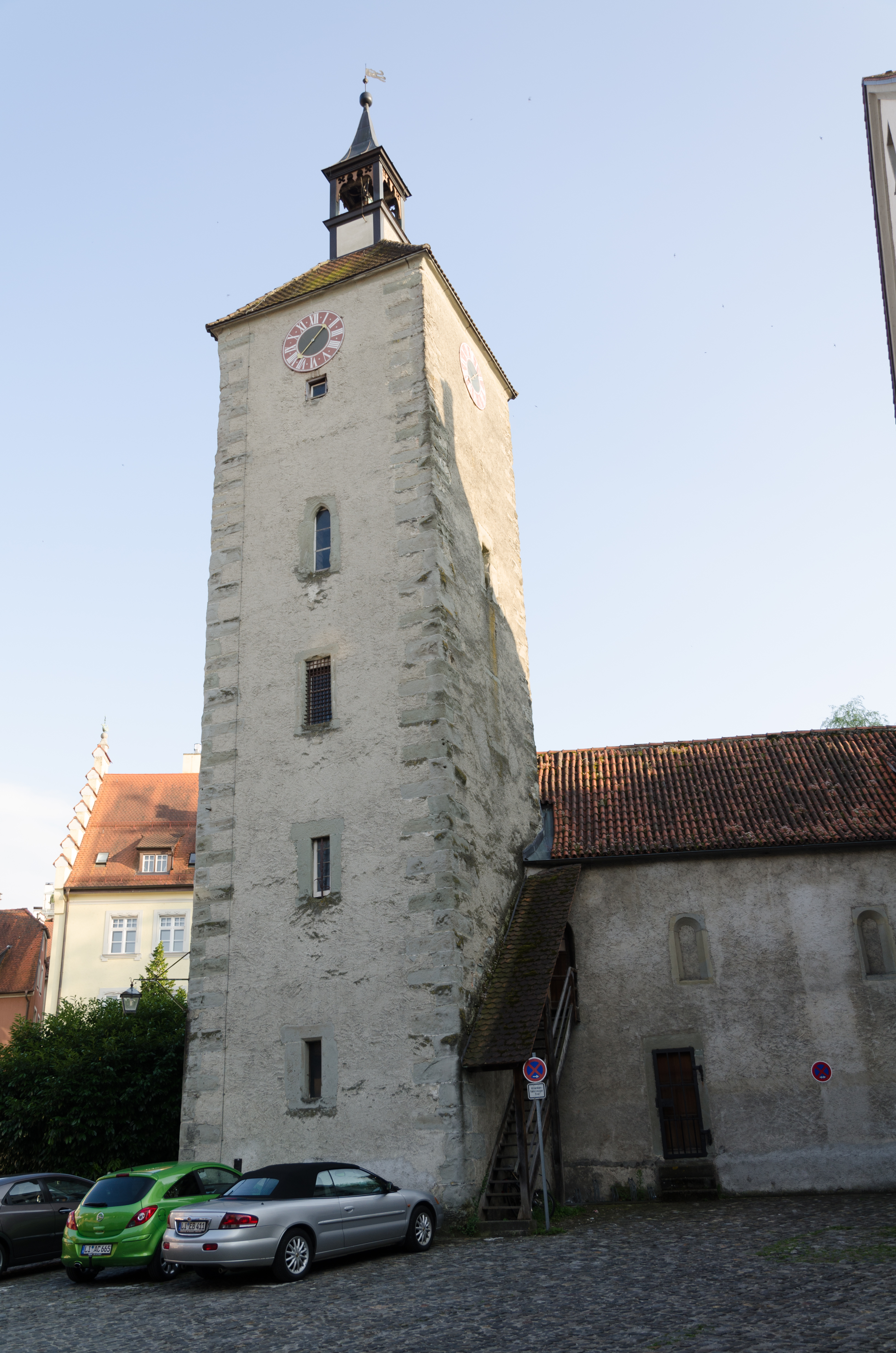
Nordseite mit Turm

Um die heutige Peterskirche liegt der älteste Siedlungskern auf der Insel Lindau. Schenkt man einer von Daniel Heider überlieferten, ursprünglich auf die Jahre um 1330 zu datierenden Schrift, dem Rotulus, Glauben, so bestand die „capella St. Petri“, ein wohl hölzerner Vorgängerbau der heutigen Kirche, schon vor der Gründung des Kanonissenstifts. Die lokale Geschichtsforschung geht davon aus, dass eine Fischersiedlung – daher das Petrus-Patrozinium, der Heilige ist der Schutzpatron der Fischer – als frühes Siedlungszentrum neben einer vermutlich ebenfalls schon vor der Stiftsgründung existenten zweiten Keimzelle um den heutigen Marktplatz bestanden hat. Letztere erhielt ihr städtisches Gepräge allerdings erst nach Verlegung des Marktes vom festländischen Aeschach auf die Insel im Jahr 1079, wie von Chronisten bezeugt wird. Da nahe dem erhöht liegenden Ort eine Bucht im Bereich des heutigen Paradiesplatzes gelegen hatte, war die Stelle für eine Fischersiedlung prädestiniert.
Wahrscheinlich nach der Marktverlegung wich der Vorgängerbau einer Steinkirche, die der gestiegenen Bedeutung des Ortes gerecht wurde. Der Kirchturm lässt durch seine Lage, Gestalt und räumliche Beziehung zum Kirchenschiff vermuten, dass er als ein bereits bestehender Wachturm, der zu Beobachtungs- und Verteidigungszwecken an der damals ufernahen Stelle erbaut worden war, in den Neubau eingebunden wurde.
Nach dem Bau der Stephanskirche als neuer Pfarrkirche der Insel im Jahr 1180 verlor die Peterskirche als nunmehrige Filialkirche an Bedeutung. Fortan wurde sie von einer monastische Beginen-Gemeinschaft genutzt, bestehend aus Frauen, die den niederen Schichten entstammten und sich ganz der Krankenfürsorge verschrieben hatten. Die Erbauung des „Closmen“, wie das Gebäude der Gemeinschaft genannt wurde, fällt nach Boulan auf das Jahr 1264. Nachdem die Closmerinnen aufgrund der kirchlichen Missbilligung derartiger ordensähnlicher Lebensgemeinschaften ohne Gelübde und kirchenrechtliche Anerkennung mit der Auflösung rechnen mussten, nahmen sich die franziskanischen Barfüßermönche ihrer an und sicherten mit einer Einbindung in die Strukturen des Minoritenordens als Terziarinnen den Fortbestand des Closmen-Konvents.
Eine erste größere bauliche Veränderung erfuhr die Kirche durch die Erweiterung des Schiffs nach Westen um etwa sechs Meter während der ersten Hälfte des 13. Jahrhunderts. Dabei wurde in der Apsis ein heute zugemauertes gotisches Maßwerkfenster eingesetzt. Wohl um 1300 entstand eine Rötelzeichnung des heiligen Christophorus gegenüber dem Portal. Erhaltene Reste von figürlich-ornamentaler Malerei im Chorbogen und in der Apsis wurden später übermalt. In die Westseite der Kirche wurde ebenfalls ein Maßwerkfenster eingelassen, der Eingang wurde weiter westwärts in den Erweiterungsteil verlegt und darüber mit einem Rundfenster geschmückt, welches das Fischermotiv in Gestalt eines aus vier Fischblasen zusammengesetzten Sonnenrades aufgreift.
Die Errichtung des nahen Diebsturms im 14. Jahrhundert und die schon im 13. Jahrhundert erfolgte Aufschüttung der Lände, zu deren Schutz der Wachturm gedient hatte, bedeuteten für den Petersturm einen Funktionsverlust. In der Folgezeit zerfiel er fast völlig, sodass 1425 ein Wiederaufbau ins Auge gefasst wurde. Ermöglicht wurde er durch den reichen Kaplan Peter Glückhaf(f)t. Um 1485/90 entstand als Auftragsarbeit die Lindauer Passion an der östlichen Nordwand, deren Urheberschaft umstritten ist. Um 1520 folgte die Ausmalung der östlichen Stirnwand, der Apsis und der Ostseite der Südwand. Eine Mitwirkung von Mathis Miller, Zunftmeister der Lindauer Schmiede und Bildhauer, ist belegt.

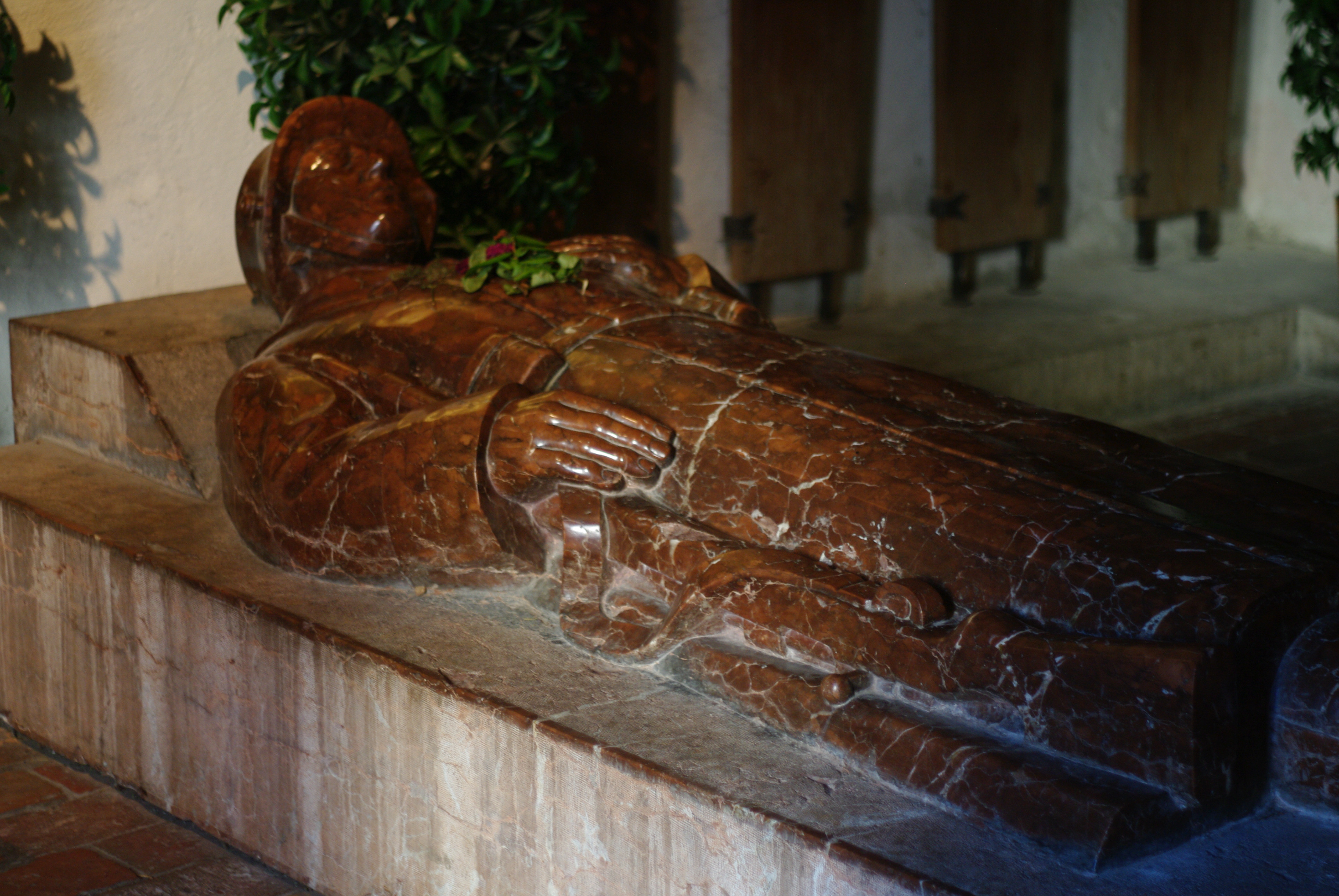
Marmorplastik eines Unbekannten Soldaten, 1928

Mit der Reformation, die 1528 in Lindau Einzug hielt, ging ein schrittweiser Wegfall der kirchlichen Zweckbestimmung einher. Die Closmerinnen traten zum evangelischen Bekenntnis über, gaben ihre Lebensform jedoch bis zur Säkularisation 1802 nicht auf. Die Peterskirche wurde allerdings spätestens im 17. Jahrhundert profaniert und verkam in der Folgezeit zur Lagerstätte. Zunächst wurde sie als Arsenal genutzt – zu diesem Zweck war eine mittlerweile entfernte Zwischendecke eingesetzt worden, von der noch eine Stützkonsole zeugt –, dann ab Anfang des 20. Jahrhunderts unter anderem als Holz- und Kohlelager. Im Jahr 1811 sollte der Petersturm gemeinsam mit dem nahen Diebsturm abgebrochen und die Steine zum Bau des Hafens verwendet werden; der Plan wurde jedoch fallengelassen. Im Jahr 1928 schließlich fand die Peterskirche ihre heutige Nutzungsform als Kriegergedächtnisstätte. Unter dem NSDAP-Bürgermeister Ludwig Siebert rief der Stadtrat in den 1920er-Jahren einen Wettbewerb zur Errichtung eines Ehrenmals aus, bei dem sich unter insgesamt 95 Vorschlägen der Entwurf der Münchner Künstlerin Marie Feulner behauptete. Ihre Marmorplastik eines Unbekannten Soldaten entstand in Anlehnung an den Toten Soldaten von Bernhard Bleeker im Münchner Kriegerdenkmal im Hofgarten. In der Peterskirche wird außerdem mit Gedenktafeln der Lindauer Toten und Vermissten des Deutsch-Französischen Kriegs sowie der beiden Weltkriege gedacht. 1981 wurden die Tafeln um die 17 Opfer der NS-Gewaltherrschaft erweitert, in der Mehrheit jüdische Lindauer. Eine 1921/22 erfolgte Purifizierung unter Entfernung von Einbauten prägt das Kircheninnere bis heute.

## Baubeschreibung

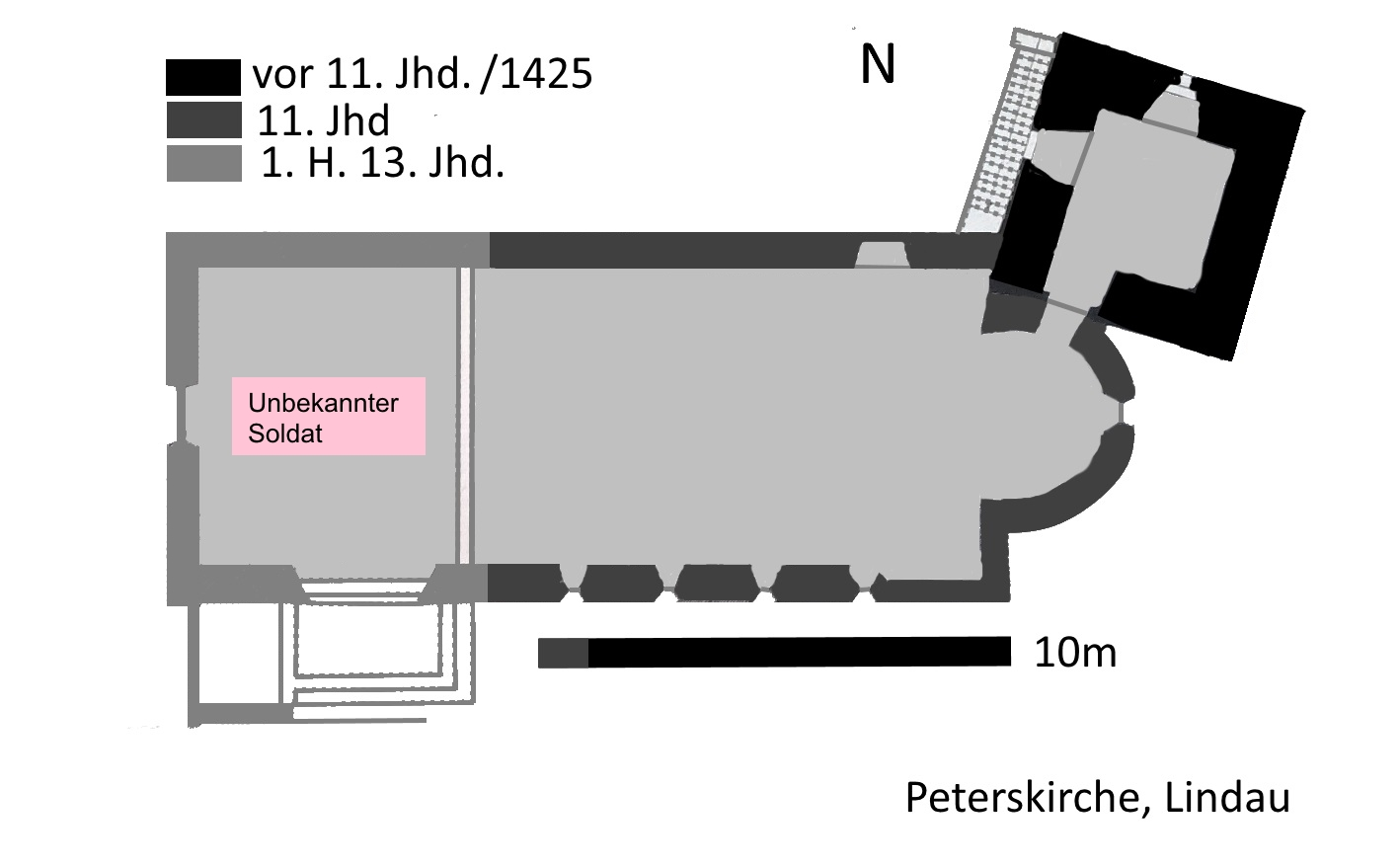
Grundriss der Peterskirche

### Außenraum

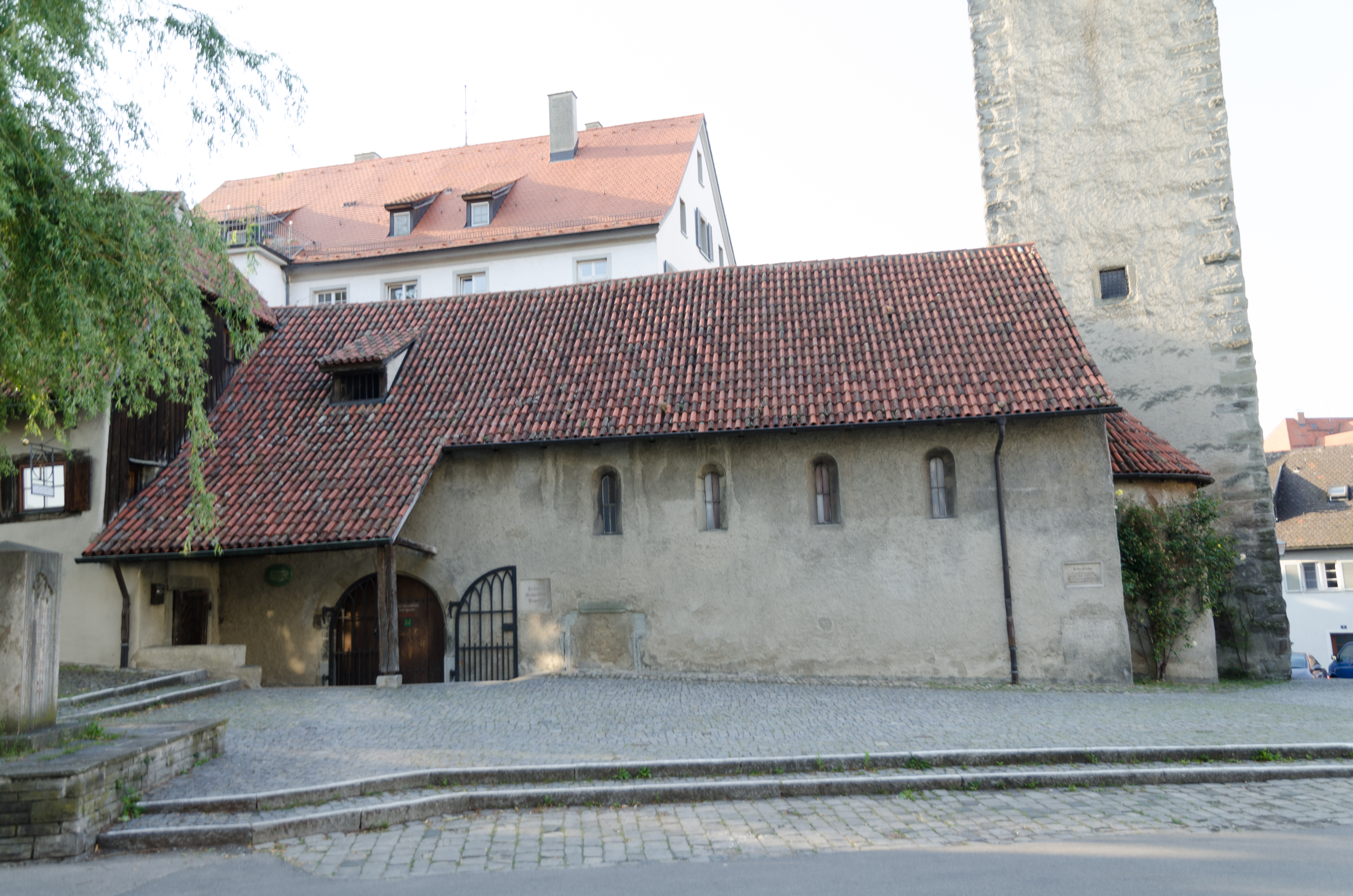
Südseite

Außen wie innen ist der Kirchenbau in seiner epochentypischen Schlichtheit der Romanik verpflichtet. Die Peterskirche ist ein einschiffiger Saalbau, dem eine halbkreisförmige Apsis vorgesetzt ist. Das Kirchenschiff, das mit einer Länge von ca. 18 und einer Breite von ca. 8 Metern eine ungefähre Fläche von 144 Quadratmetern einnimmt, trägt ein Satteldach; die Apsis wird durch ein rundes Zeltdach nach oben abgeschlossen. Über dem Eingang verlässt das Dach mit einem Überstand von etwa drei Metern seine symmetrische Form. Das verputzte Kieselstein- und Bruchmauerwerk ist an den Ecken von glatten Steinquadern unterbrochen. Nordöstlich ist der fünfgeschossige Turm in die Kirchenwand eingefügt, dessen Ecken von Buckelquadern gebildet werden. Er ist mit einer offenen neugotischen Laterne bekrönt. In der Turmspitze befindet sich eine Glocke aus dem 15. Jahrhundert mit 53 cm Durchmesser, umschrieben mit dem ersten Satz des lateinischen Ave Maria. Rechts neben dem wohl während der Profanierungsphase entstandenen Rundbogenportal ist der zugemauerte frühgotische Eingang zu erkennen.
Die Kirche grenzt westlich an eine ehemalige Glockengießerei. Eine in der Ostpartie der Südfassade eingelassene Steintafel informiert über die Geschichte der Peterskirche:

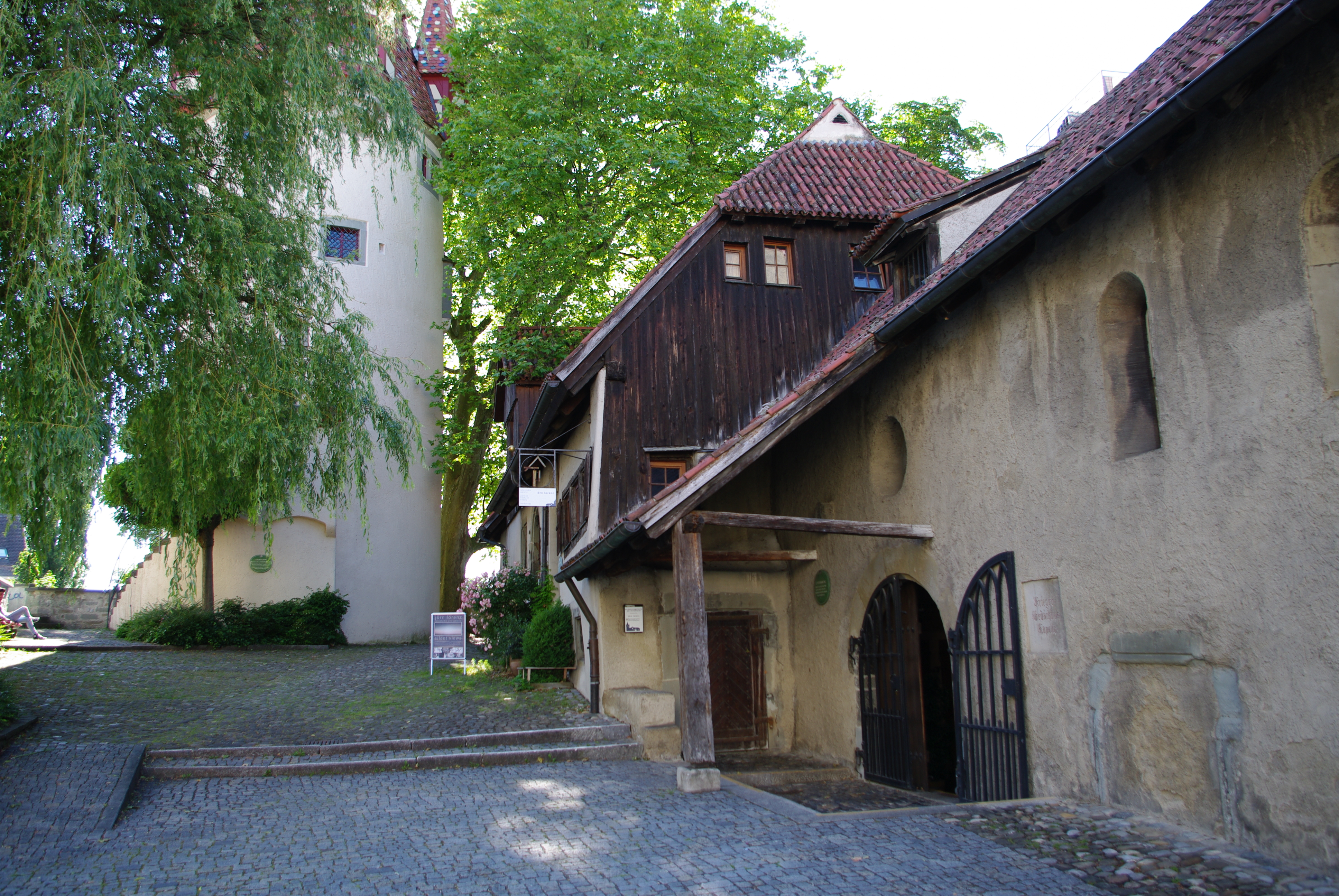
Vorplatz und Eingangsbereich der Peterskirche.

„Peterskirche, Grundsteinlegung um das Jahr 1000 n. Chr. Zur Kriegergedächtnisstätte geweiht am 23. Sept. 1928“

### Innenraum/Fenster

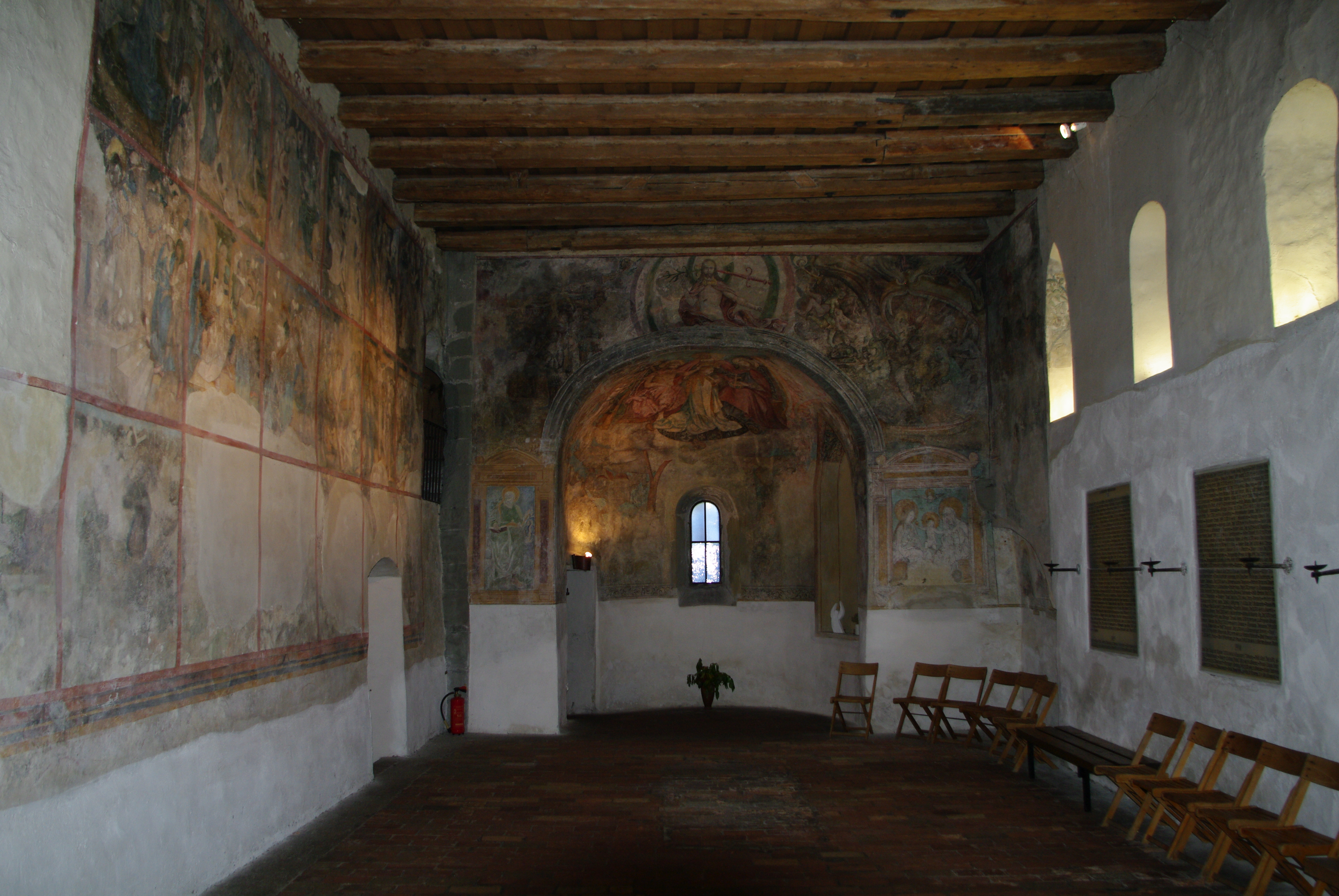
Der Innenraum der Peterskirche.

Das Bodenniveau des Innenraums ist niedriger als das des Außenraums; eine zwei- bzw. vierstufige Treppe führt hinab, zwei Stufen im Außenraum miteingerechnet. Der Fußboden der Kirche besteht aus rechteckigen Ziegelplatten jüngeren Datums. Vom leicht erhöhten gotischen Erweiterungsteil kommend, müssen wiederum zwei Stufen hinabgestiegen werden. Auf der Raumhöhe von sechs Metern ist eine flache Balkendecke eingezogen. Die nördliche, dem Eintretenden gegenüberliegende Wand ist ebenso wie die Ostseite großteilig ausgemalt. In die Nordwand war wohl ein rechteckiger Durchgang von einer heute nicht mehr vorhandenen Nonnenempore zum damals bestehenden Closmen-Kloster eingelassen. Auf der Nordseite sind die äußeren Laibungen zweier zugesetzter Rundbogenfenster erhalten. Da die Ausmalung im Inneren in diesem Bereich keine Schadspuren aufweist, liegt die Vermutung nahe, dass die Fensteröffnungen zum Zweck der Ausmalung zugemauert worden sind. Nach dem Denkmalinventar von 1955 war die Nordseite nach dem damaligen Forschungsstand fensterlos. Dies lässt den Schluss zu, dass die Fensterfassungen erst im Zuge der Sanierungsmaßnahmen in den 1960er-Jahren entdeckt und freigelegt worden sind.
Die Türöffnung an der Nordseite wurde erst im Zuge der Umgestaltung 1928 hergestellt. Eine weitere spitzbogige Öffnung führt ins Untergeschoss des Turms. Dessen obere Stockwerke sind über eine an der Westwand des Turms entlanggeführte überdachte Außentreppe und einen kurzen Gang durch den Nordostbereich der Kirchenmauer, der zum Kircheninneren hin teilweise offen ist, zugänglich. Vier kleine Rundbogenfenster auf drei Meter Höhe in der Südwand des Schiffs haben ihre ursprüngliche Form durch spätere Überarbeitung verloren. Das östlichste davon ist im Inneren spitzbogenförmig. Ein weiteres Fenster über dem heutigen Portal besitzt Fischblasenmaßwerk in Form eines Vierschneußes. In der Apsis bildet ein südlich ausgerichtetes, zugemauertes Spitzbogenfenster mit einer relativ großen Laibung eine sichtbare Nische. Ein zweibahniges Maßwerkfenster in Spitzbogenform, das in die Westwand eingelassen ist, ist von gleicher Form wie das ehemalige Fenster in der Apsis und wegen der fugenlos angebauten ehemaligen Glockengießerei ebenfalls lichtundurchlässig. Der hinter dem glaslosen Maßwerk befindliche Hohlraum wird seit der Sanierung in den 1960er-Jahren indirekt beleuchtet.

## Wandmalereien

### St. Christophorus

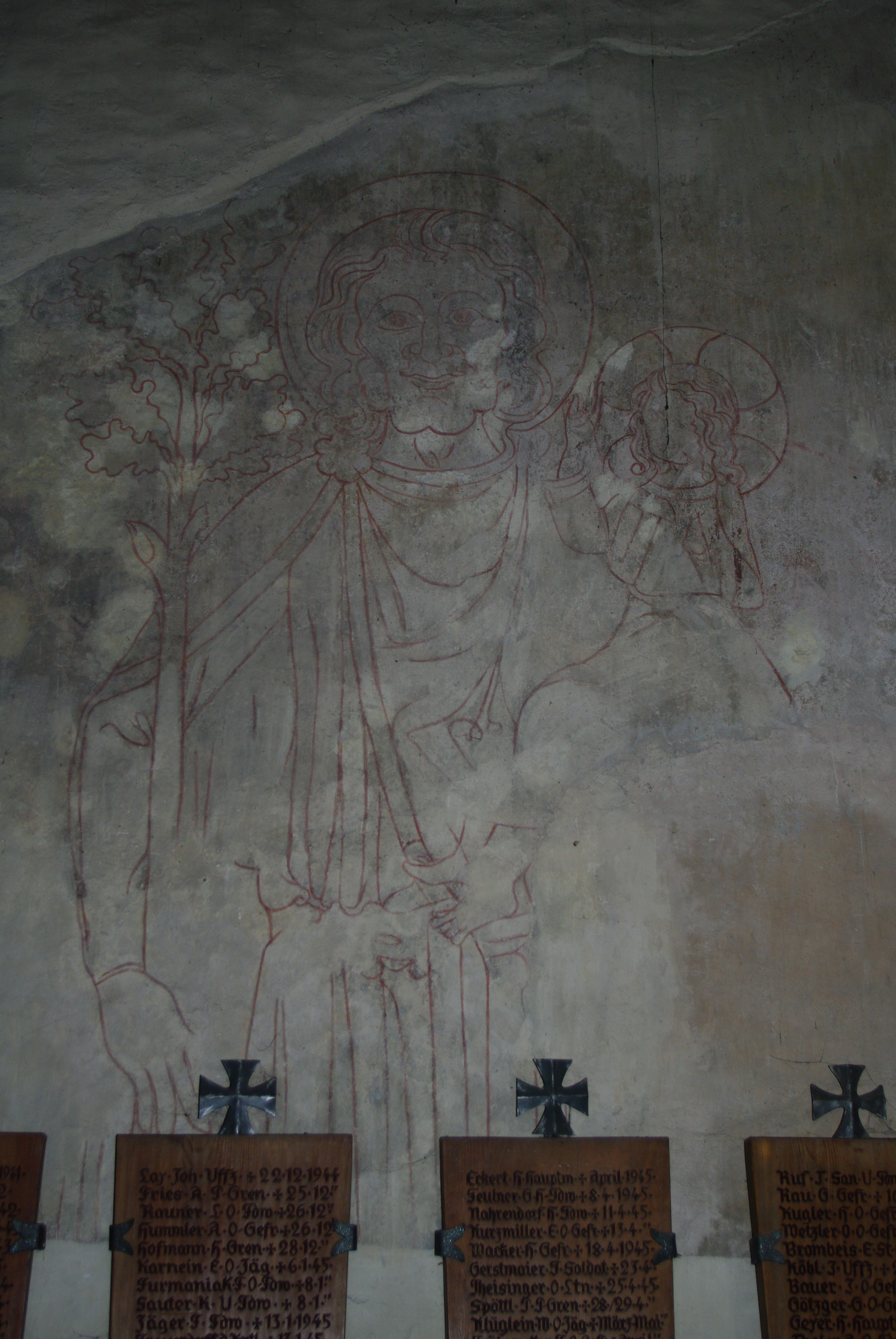
St.-Christophorus-Zeichnung, um 1300.

Die überlebensgroße Darstellung des heiligen Christophorus im westlichen Teil der nördlichen Langhauswand stammt vermutlich aus dem frühen 14. Jahrhundert. Sie liegt in Form einer Rötelzeichnung vor und ist nur bruchstückhaft erhalten; die ehemals farbige Ausmalung ist bis auf Reste im linken oberen Bildteil nicht mehr erkennbar.

### Lindauer Passion

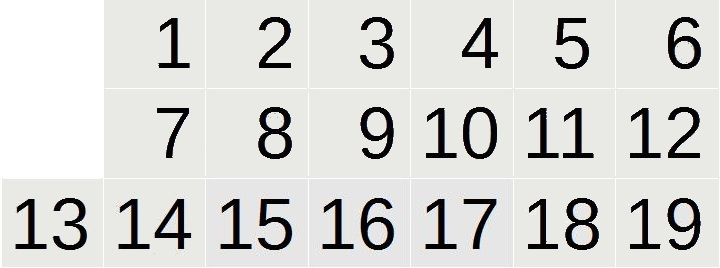
Schema der Lindauer Passion

Die Lindauer Passion ist das kunsthistorisch bedeutsamste Einzelwerk in der Peterskirche und unter zeitgenössischen Analoga auch eines der wichtigsten im Bodenseeraum. Auf einer Fläche mit vier Metern Höhe und sieben Metern Breite ist die Passion Christi sowie die Petrusgeschichte künstlerisch verarbeitet. Nach nebenstehendem Schema sind im Detail folgende Szenen dargestellt:
1: Jesus im Garten Gethsemane
2: Gefangennahme Jesu
3: Verhör Jesu durch den Hohepriester Kajaphas
4: Erstes Verhör Jesu durch den römischen Statthalter Pontius Pilatus
5: Geißelung Jesu
6: Dornenkrönung Jesu
7: Pilatus stellt den gefolterten Jesus vor dem Volk zur Schau (Ecce homo)
8: Zweites Verhör durch Pilatus, der seine Hände in Unschuld wäscht
9: Jesus trägt das Kreuz
10: Jesus auf der Rast auf dem Kreuzweg/Vorbereitung der Kreuzigung
11: Kreuzigung Jesu
12: Kreuzabnahme bzw. Beweinung Jesu
13: Maria Magdalena begegnet dem auferstandenen Jesus (Noli me tangere)
14: Der Auferstandene erscheint Petrus und einem weiteren Apostel
15–18: Vermutlich Szenen aus dem Leben des Apostels Petrus (verloren)
19: Kreuzigung Petri

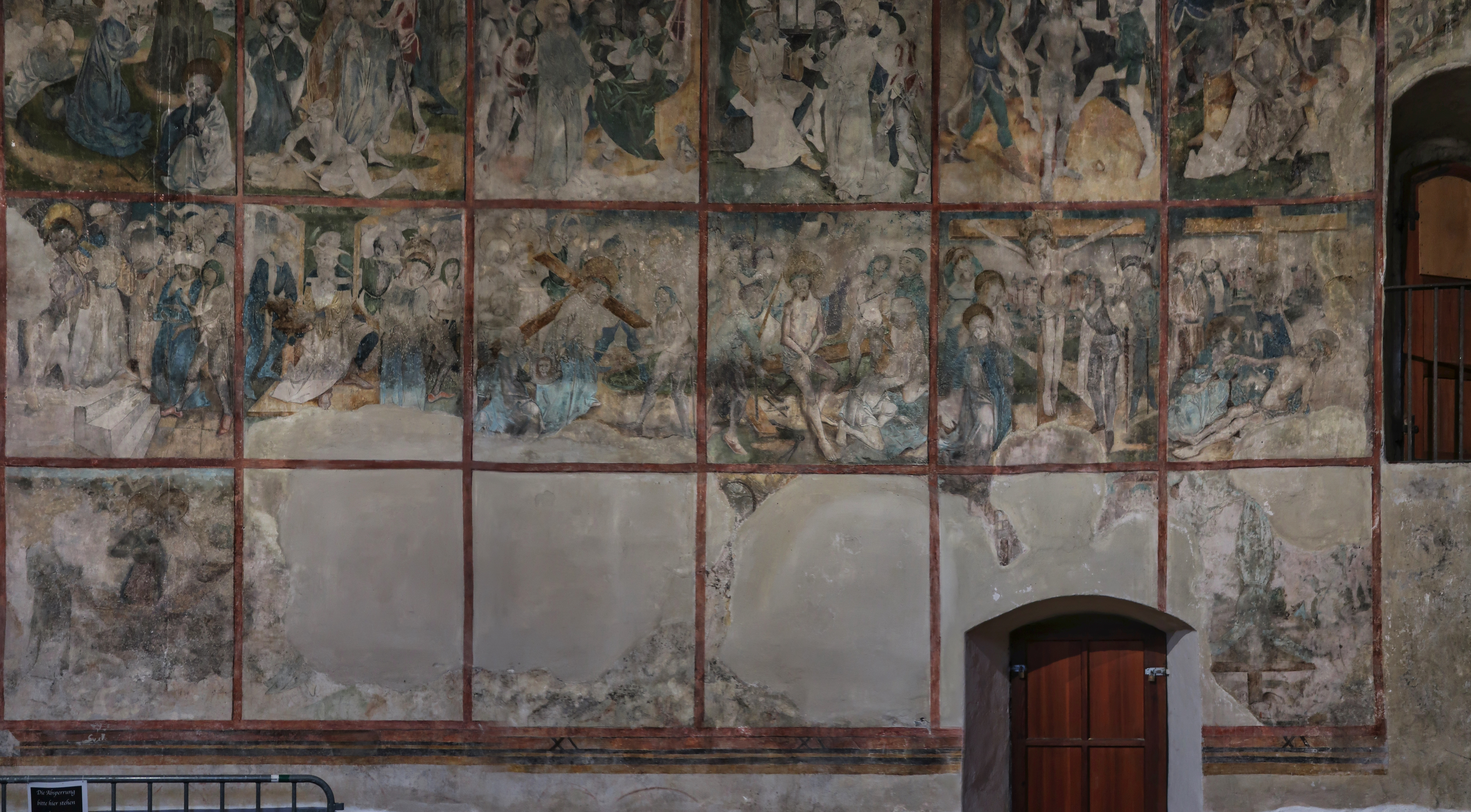
Die einzelnen Stationen der Lindauer Passion zu einem Panoramabild zusammengefügt

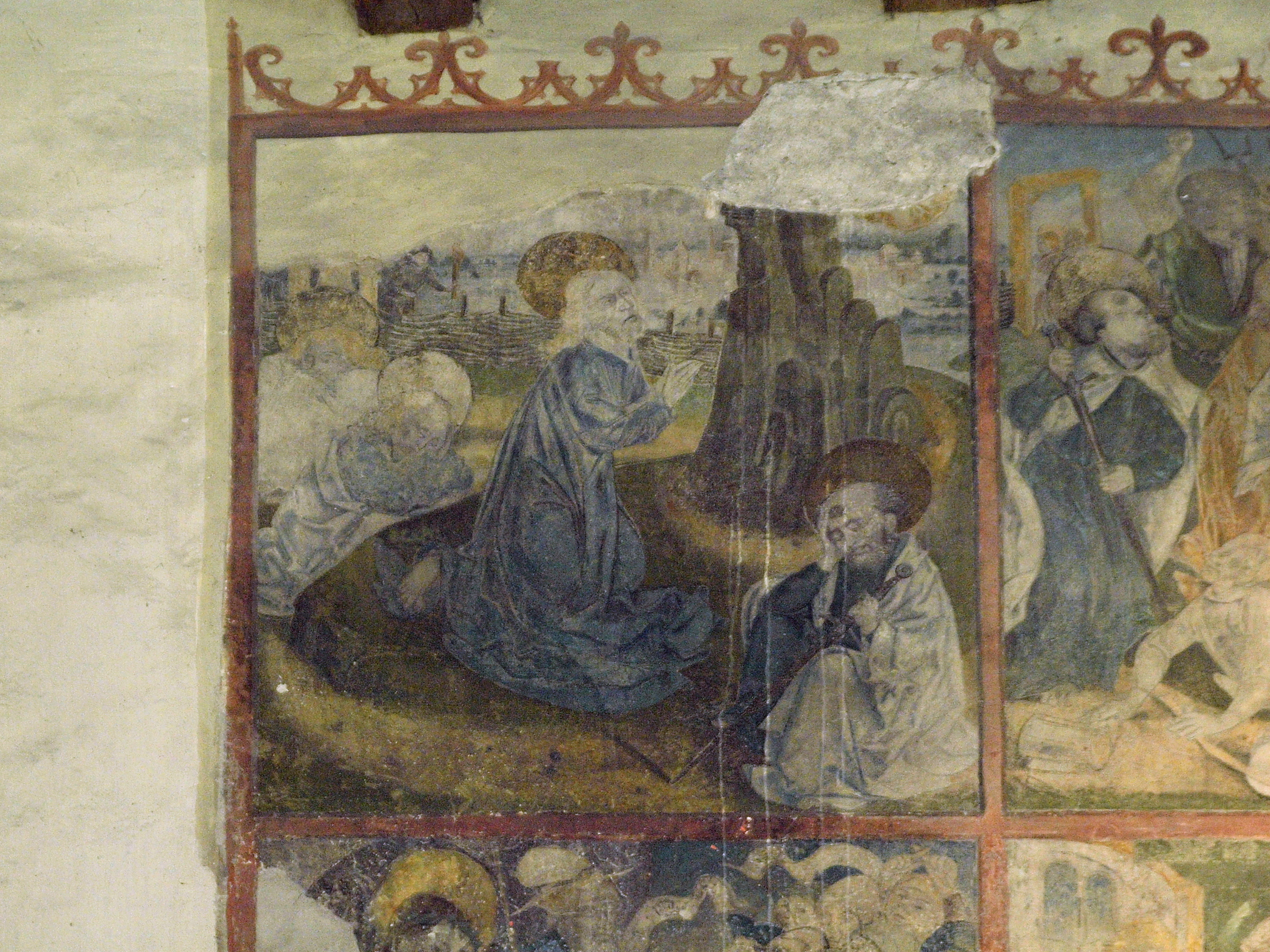
„Jesus im Garten Gethsemane“

Die Lindauer Passion weicht in mehreren Punkten von der klassischen Bildfolge ab. Das verhältnismäßig späte Einsetzen der Handlung unter Auslassung der üblicherweise enthaltenen Szenen Einzug in Jerusalem, Fußwaschung und Abendmahl ist vermutlich auch auf die Erweiterung des Passionszyklus Christi um die Leidensgeschichte Petri zurückzuführen, die wohl in inhaltlichem Zusammenhang mit dem Patrozinium der Kirche steht. Mit der Begegnung des auferstandenen Jesus mit Petrus geht die Christus-Passion in eine Darstellung von Szenen aus der Heiligenvita des Petrus über. Die Bildgeschichte endet mit der Kreuzigung Petri. Die im Evangelium nicht überlieferte Rast auf dem Kreuzweg entspricht einem damals verbreiteten Andachtsbild-Motiv. Für die verloren gegangenen Szenen vermutet Lieb eine weitere Erscheinung Christi vor den Aposteln, eine Marterszene mit einem Rost, eine Innenraumszene sowie die Befreiung Petri aus dem Kerker.
Oberhalb der Bilderfelder, die durch rote Linien getrennt sind, schmückt ein stilisierter Blattwerkfries das Gesamtbild. In der zweiten Bildreihe sind ikonografisch vor allem Schrägen von Bedeutung. Durch die Bildkomposition entsteht eine annähernd wellenförmige Bewegung: Auf die herunterweisende Treppe im Ecce homo und den händewaschenden Pilatus folgt das Kreuz, von Christus getragen, dessen Linien eine Aufwärtsbewegung verbildlichen. In der Kreuzigungsszene ist der Weg im Hintergrund abwärtsgerichtet; den Schluss bildet eine aufsteigende Diagonale, verkörpert durch den Leichnam Jesu. Jede Sechserreihe ist in drei thematisch zusammenhängende Paare gegliedert: Jeweils zwei Ölberg-, Verhör- und Marterszenen stehen in der ersten Reihe den in der zweiten Reihe nachfolgenden Gerichts-, Kreuzweg- und Kreuzszenen vor. Die beiden Verhörszenen wirken spiegelbildlich komponiert. Ein Zusammenhang besteht auch zwischen dem Ölberg-Bild und der Dornenkrönung: Im ersten wird Jesus als Betender, in letzterem jedoch als Angebeteter dargestellt. Des Weiteren wird eine Verbindung zwischen der Geißelung und der direkt darunter angeordneten Kreuzigung geknüpft, ebenfalls senkrecht wird die Gefangennahme mit der Wegführung zum Kreuzweg in Verbindung gesetzt.
Die Umrisszeichnungen sind auf Kalkmörtelputz al fresco ohne Pause aufgetragen; zum Teil auch al fresco mit Kalk- und Temperafarben koloriert, größtenteils aber al secco. Zur Vorzeichnung wurde eine gräuliche, dünnflüssige Kalkfarbe verwandt. Für die Kolorierung gebrauchte der Künstler im Wesentlichen Sumpfkalk, Ocker, dunkler Ocker, Zinnoberrot, Caput mortuum, Kupfergrün, Kupferblatt und eventuell Azurit. Die Bilder wurden mit sicherem Duktus gemalt.
Nach Norbert Lieb ähnelt die Lindauer Passion heute „einem mit Temperafarben auf Leinwand gemalten ‚Fastentuch‘“. Dies liege im Verlust von al secco aufgetragenen Teilen begründet. Dieser Umstand lässt die originale Farbwirkung heute nicht mehr in vollem Umfang erkennen. Der Künstler hat mit Blau für das Gewand Christi, Gelb für das des Judas, sowie mit Rot als Farbe der Herrschenden symbolträchtige Farben gewählt.

### Apsis/Chorbogen

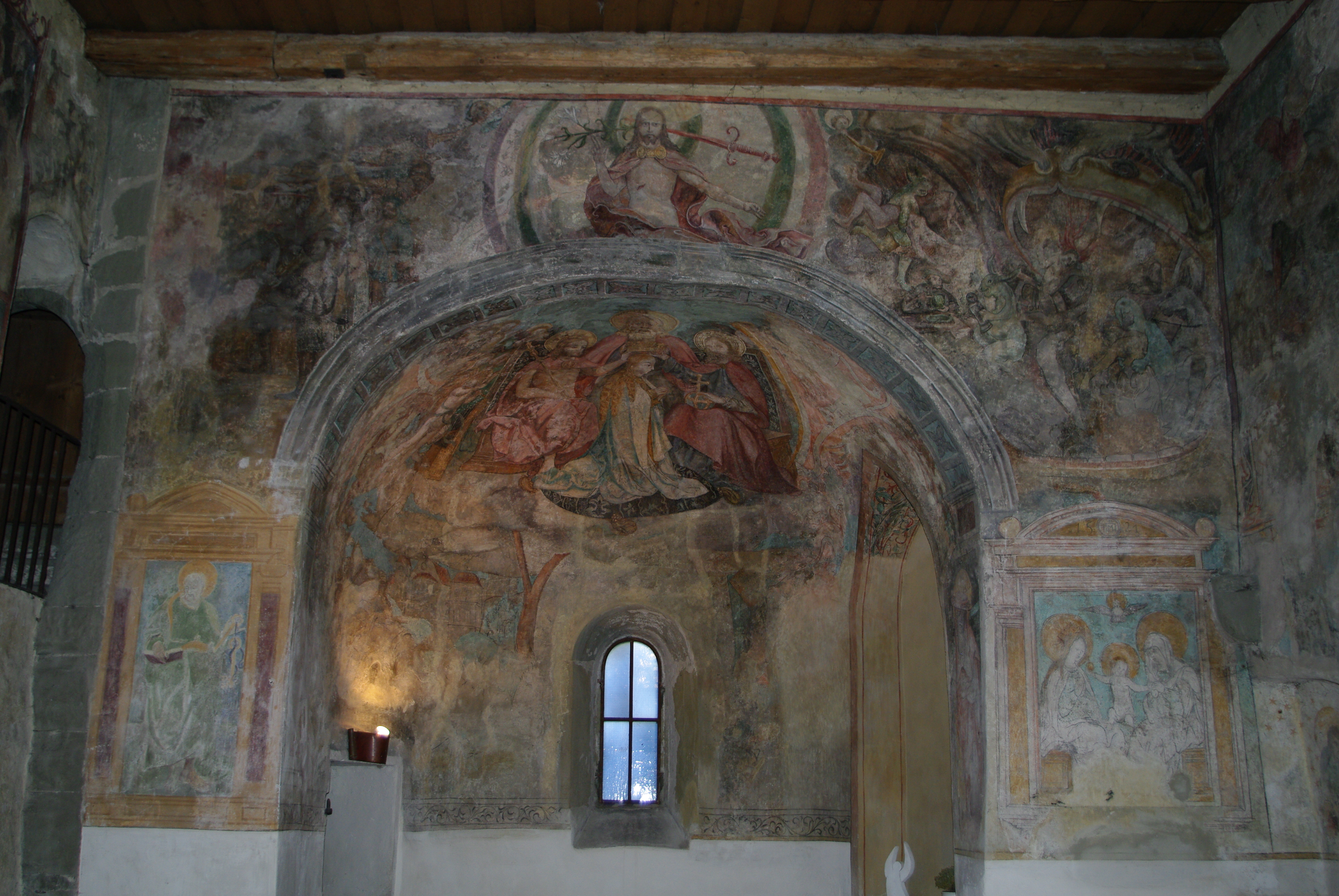
Der Chorbogen

In der Mitte des Chorbogens ist Christus als Weltenrichter mit Schwert und Lilie in einer großen Gloriole auf einem grauen Hintergrund abgebildet. Das Motiv des Jüngsten Gerichts wird durch einen Höllenrachen, der die Sündigen verschlingt, auf der rechten und die Geretteten auf der linken Seite vervollständigt. Die Bogenkante ist durch eine al-secco-Architekturmalerei, einen 20 Zentimeter breiten Bogen mit räumlicher Wirkung, ornamentiert. Der Bogen stammt jedoch aus einer späteren Zeit und wohl auch von einem anderen Künstler, eventuell vom Lindauer Maler Mathis Miller. Er schuf auch eine Darstellung der Anna selbdritt, ebenfalls in eine Architekturmalerei im Stil der Renaissance eingebunden, mit der Signatur „MM“ (Mathis Miller) „1521“. Das Pendant auf der linken Seite des Chorbogens zur Anna selbdritt ist eine Darstellung des Petrus, al fresco ausgeführt und al secco überarbeitet.

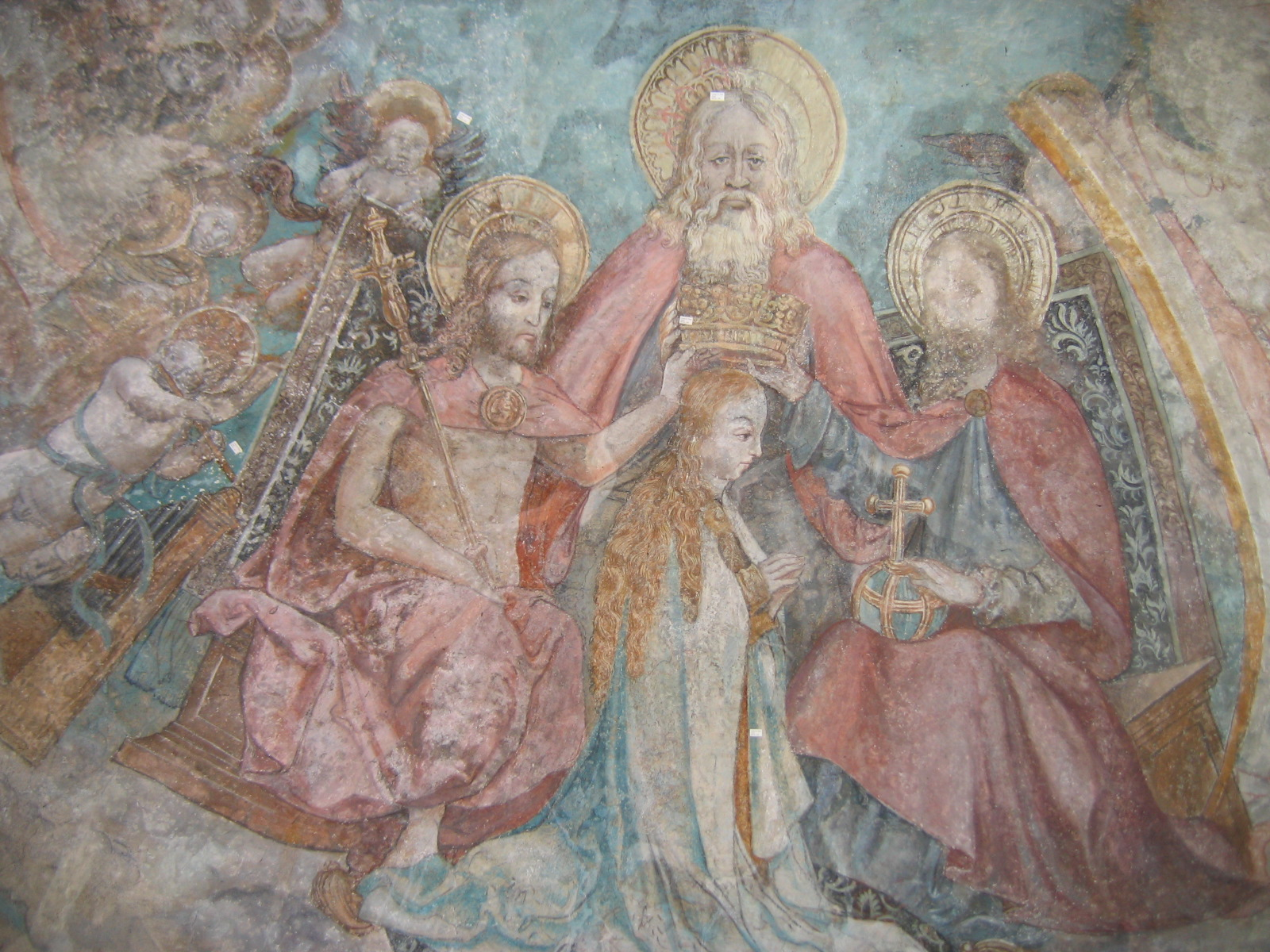
Die „Marienkrönung“

In der Apsis befinden sich Wandmalereien aus zwei Entstehungsphasen. Die oberste Malschicht zeigt zentral die Marienkrönung; die Mutter Gottes wird gekrönt durch die Trinität, worin sich eine eher konservative Haltung zeigt: Diese Darstellungsform war in der Renaissance nicht mehr üblich. Nazarenisch anmutende Stilmerkmale sind vermutlich auf eine Überarbeitung in den Jahren 1849/1850 zurückzuführen. Hinter der Gruppe halten zwei Engel ein schwarzes Tuch. Dahinter befinden sich Wolken und angedeutete Landschaften. Der Hintergrund stammt von der gleichen Hand wie die Mariengruppe. Eine Hieronymus-Darstellung in bogenförmiger Rahmung rechts am Chorbogen wird ebenfalls Mathis Miller zugeschrieben. Links am Chorbogen ist eine Architekturmalerei, eine Säule, zu sehen. Der Meister der Marienkrönung und des Jüngsten Gerichts ist unbekannt, wenngleich für die Marienkrönung eine Autorschaft von Mathis Miller in Erwägung gezogen wird.
Insbesondere in der rechten Kalottenhälfte sind Reste der Fresko-Erstausmalung zu erkennen: ein kniender geflügelter Mensch, ein Schriftband haltend, und darunter ein geflügelter Löwe. Links oben unmittelbar am Chorbogen wird die symbolische Darstellung der vier Evangelisten mit einem Adler und einem fragmentarischen Stier vervollständigt. Beim Bild des Hieronymus hat sich außerdem eine Säulenlandschaft sowie eine ausgestreckte Hand erhalten.

## Forschungsgeschichte und Rezeption der Lindauer Passion
Als bedeutendstes Einzelkunstwerk der Peterskirche ist besonders der Lindauer Passion genannte Bildzyklus von kunsthistorischem Belang. Lange lag die Autorschaft der Lindauer Passion völlig im Dunkeln. Obschon lokal bekannt und dokumentiert, wurden die Wandmalereien erst im Jahr 1849 einer breiteren Kunstöffentlichkeit erschlossen, als sich der neu gegründete Historische Verein von Neuburg und Schwaben der Besprechung und Publizierung der Bilder annahm. Der Augsburger Archivar Herberger und der Augsburger Kunstmaler Hundertpfund machten sich um die „Wiederentdeckung“ der Bilder verdient. Hundertpfund sah in der Lindauer Passion ein Werk Bartholomäus Zeitbloms und datierte die Bilder auf den Anfang des 16. Jahrhunderts. Auf seine Einschätzung berief sich auch Friedrich Boulan in seinem stadthistorisch-topografischen Werk Lindau vor Altem und Jetzt. Hundertpfund soll die Gemälde 1850 auch restauriert haben. Baron Lochner von Hüttenbach ordnete die Malereien Anfang des 20. Jahrhunderts als Ganzes einer Schule zu und beschränkte den Entstehungszeitraum auf eine kurze Zeitspanne. Der Kunstverständige Joachim Sighart urteilte zuvor im Jahr 1862, dass die Fresken von St. Peter die bedeutendsten der Malereien der schwäbischen Schule, deren Urheberschaft ungeklärt ist, seien. Erstmals 1909 wurde der Name Holbein mit den Fresken in Verbindung gebracht. Die Geschichte der Stadt Lindau im Bodensee, herausgegeben von dem Pfarrer Karl Wolfart, vermutet, sie seien „nach Holbeinschen Wandzeichnungen entworfen“. Es wurde ferner die „frische Charakteristik“ und der damalige gute Erhaltungszustand, der in Süddeutschland seinesgleichen suche, hervorgehoben. Damit war die Grundlage für einen wissenschaftlichen Diskurs gelegt, in dem eine Urheberschaft Holbeins ebenso oft zu belegen versucht wie angezweifelt wurde. Das Lindauer Tagblatt berichtete 1925, dass der Berliner Robert Richter Kopien der Gemälde im Auftrag des Lindauer Mäzens Ludwig Kick anfertigte. Auch wurde verbreitet, dass dabei die Signatur „JH“ (Johann Holbein) in einem Bild gefunden worden sei. Im selben Artikel wird jedoch eine Gegenposition in Person von Heinrich Weizsäcker aus Stuttgart genannt, die die Zuschreibung anzweifelt. Dennoch war die Holbein-These verbreitet, nimmt doch beispielsweise der Grieben-Reiseführer 1928 die Autorschaft Holbeins als Tatsache an. Auch in einem von der Stadt Lindau 1950 herausgegebenen Reiseprospekt wird Holbein der Ältere als Künstler angegeben.
Im Rahmen einer Restaurierung 1922 hatten die Fresken eine zum Teil unsachgemäße Behandlung erfahren. Im Herbst 1965 beschloss der Stadtrat eine erneute Restaurierung der verdreckten Wandmalereien, nachdem schon 1954 im bayerischen Denkmalinventar ein äußerst schlechter Zustand bescheinigt worden war. Die Restaurierung erfolgte 1966/67 durch den Mindelheimer Restaurator Toni Mayer, für sonstige Sanierungsmaßnahmen war das Stadtbauamt zuständig. Am Abend des 8. Juni 1967 wurde die Signatur „HH“ im letzten Bild des Passionszyklus freigelegt. Damit wurden die Mutmaßungen um eine Urheberschaft Hans Holbein des Älteren auf eine neue Grundlage gestellt; für die Restauratoren galt die Zuschreibung als gesichert. In der Arbeit St. Peter in Lindau, die bis dato fundierteste und umfangreichste Beschreibung und kunsthistorische Einordnung der Malereien, stützen die Autoren ihre These mit weiteren Belegen: Die Künstlersignatur finde sich in anderen Holbein-Werken, so in der Tafelmalerei der Grauen Passion. Auch sei die Biografie Holbeins ein Hinweis für seine Urheberschaft, im 14. Jahrhundert in Lindau ansässige Vorfahren seien bezeugt. Vor allem die „Verbindung der Einzelszenen zu einem thematischen und kompositionellen Zusammenhang“ sei allen Holbein-Werken und auch der Lindauer Passion eigen, auch weitere Gemeinsamkeiten zu anderen gesicherten Werken seien zu erkennen. Beispielsweise sind nach Norbert Lieb der Ölberg von Lindau und der der Grauen Passion nach dem gleichen Grundschema aufgebaut, ebenso die Gefangennahme in Lindau und im Kaisheimer Hochaltar. Außerdem sei eine kompositorische Kohärenz beim Ecce homo von Lindau und dem des Dominikaneraltars von Frankfurt festzustellen, wie auch bei der Lindauer und der Kaisheimer Kreuzigungsszene. Zudem stimme die Position des höhnenden Knechts bei der Dornenkrönung mit der Grauen Passion überein. Lieb führt weitere Gemeinsamkeiten zu anderen Werken auf, die mit ihren inhaltlichen oder gestalterischen Anklängen an die Lindauer Passion auf Hans Holbein als Künstler deuten. Insgesamt entspreche die Lindauer Passion der Grauen Passion thematisch fast vollständig. Holbein könnte die Fresken in seinen Wanderjahren als etwa 25-Jähriger gemalt haben, bevor er sich 1493 in Augsburg niederließ. Aus dem nahen Weingarten ist im Jahr 1493 die Ausmalung des sogenannten Weingartener Altars (heute in Augsburg) belegt. Lieb schreibt weiterhin, dass der Lindauer Passion eine Schlüsselrolle in der spätmittelalterlichen Passionskunst zukomme, indem sie den Naturalismus der Spätgotik mit althergebrachter schwäbischer Andachtstradition verbinde. Mit ihrer Verbindung von Natur und Wirklichkeit mit menschlichem, geistig orientiertem Ernst ebne sie den Weg für die Kunst Albrecht Dürers und die Haltungen der Reformation. Horn und Meyer bescheinigen, dass die Fresken in der Peterskirche das „wertvollste“ seien, „was der Bezirk Lindau an Denkmälern der Malerei aufzuweisen hat“.
Obgleich im Grundsatz inhaltlich schlüssig, fand die Argumentation auch ablehnende Rezeption. Der Dehio-Kunstführer Bayerisch-Schwaben (2008) schreibt, „die Zuschreibung an Hans Holbein d.Ä. (...) [ist] nicht zu halten.“ Der DuMont-Kunstführer Bodensee (1998) nimmt die Urheberschaft dagegen als wahrscheinlich an. Auch der Lindauer Stadt- und Kunstführer (1984) wagt eine „definitive“ Zuschreibung. Schwachstelle einer jeden Argumentationsweise, die die Signatur als Beweismittel in den Vordergrund stellt, ist jedoch die fehlende Berücksichtigung einer späteren Überarbeitung. Auch wenn frühere Autoren die Zuschreibung an Hans Holbein den Älteren als sicher annahmen, ist dies heute umstritten; eine Urheberschaft Holbeins kann nicht als hundertprozentig gesichert gelten.